# Sedum tehuaztlense
Sedum tehuaztlense är en fetbladsväxtart som beskrevs av R. Moran, J. Meyrán. Sedum tehuaztlense ingår i Fetknoppssläktet som ingår i familjen fetbladsväxter. Inga underarter finns listade i Catalogue of Life.